# Калифорния-Сити (аэропорт)
Муниципальный аэропорт Калифорния-Сити (англ. California City Municipal Airport), (FAA LID: L71) — гражданский аэропорт, расположенный в трёх километрах к северо-западу от делового центра города Калифорния-Сити, округ Керн (Калифорния), США.

## Операционная деятельность
Муниципальный аэропорт Калифорния-Сити занимает площадь в 99 гектар, расположен на высоте 228 метров над уровнем моря и эксплуатирует одну взлётно-посадочную полосу:
- 6/24 размерами 1837 х 18 метров с асфальтовым покрытием.